# Пусловский, Войцех
Войцех Пусловский, Войцех Францевич Пусловский (Wojciech Pusłowski) (1762 г. , Пески, Слонимский повет, Великое княжество Литовское, Речь Посполитая — 3 марта 1833 , Шиловичи, Слонимский уезд, Гродненская губерния, Российская империя) — крупный землевладелец и предприниматель Российской империи, Слонимский уездный маршалок (1797—1816).
Пионер развития промышленности в белорусско-литовских земель. С Войцеха Пусловского началось возвышение восхождению семьи Пусловских.

## Происхождение и семья
Войцех Пусловский родился в 1762 г. в семье речицкого подстолия Францишка Пусловского (?—1799) и его второй жены Саломеи Грабовской в родовом имении в деревне Пески. Он был крещен в католицизм 21 июня 1762 года в родовом имении Пески (Слонимский повет).
Примерно в 1799 года он женился на княгине Юзефе Францевне Друцкой-Любецкой (1780—1830), от которой у него было семеро детей:
- 1) Геновефа Войцеховна Пусловская (1802—1827);
- 2) Тереза Войцеховна Пусловская (умерла в младенчестве);
- 3) Франциск Войцехович Пусловский (1800—1859);
- 4) Владислав Войцехович Пусловский (1801—1859);
- 5) Адам Тит Пусловский (1803—1854),
- 6) Франциск Ксаверия Пусловский (1806—1874);
- 7) Вандалин Войцехович Пусловский (1814—1884)

## Образование
Окончил поветовую школу в Слониме, созданное эдукационной комиссией.

## Служебная деятельность
Во времена Великого княжества Литовского был депутатом Трибунала Великого княжества Литовского, послом на Четырехлетнем сейме (1788—1792).
Во времена Российской империи был в 1797—1816 годах. предводитель дворянства Слонимского уезда. Получил в 1810 году российский чин действительного статского советника.

## Предпринимательская деятельность
Он проявил себя как активный предприниматель, строил дороги, мельницы, винодельни, предприятия по изготовлению бумаги, железа, сукна, скипидара, смолы и др. Впервые в белорусско-литовских губерниях в производственном процессе использовались паровые машины. Он зарабатывал больше денег от развития собственных предприятий и на поставках в российскую армию.

## Поместья
Скупкой имений (которые продавались бывшими собственниками за долги или по доброй воле) создал огромную земельную латифундию, главным образом — в Слонимском, Пинском и Виленском уездах. Так, под конец своей жизни владел поместьями Пески (родовое поместье), Ольшево, Шиловичи, Альбертин, Сынковичи, Шуляки, Косово, Михалин (Слонимский уезд); Хомск (Кобринский район); Плянта, Телеханы, Кужличин (Пинский уезд); Свислочь (Волковысский уезд); Сенно (Могилёвская губерния); Кучкуришки (Виленский уезд); Жижмори (Трокский уезд); Сырвидзе (Браславский уезд); Вижуны (Вилкомирский уезд); Жидыки, Таурагина и Элеонорова (в Жемайтий); и др. К концу жизни у него было более 20 000 крестьянских душ.
Он также купил двор в Слониме, а в Вильнюсе — предместье Антоколь и дворец. Построил новые каменные дворцы вв Альбертине и Пески.

## Благотворительная деятельность
Филантроп и благотворитель. С 1831 г. председатель Виленского общества благотворительности. Построил костелы в Олшево, Телеханы и др.

## Смерть
Он умер 3 марта 1833 года в своей деревне Шиловичи (близ Альбертина) и похоронен в родовой часовне св. Войцеха в костёле деревни Ольшево (Слонимский уезда), принадлежавшей Пусловским.